# Ulkebøl Sogn
Ulkebøl Sogn er et sogn i Sønderborg Provsti (Haderslev Stift).
Ulkebøl Sogn hørte til Als Sønder Herred i Sønderborg Amt. Ulkebøl sognekommune blev ved kommunalreformen i 1970 indlemmet i Sønderborg Kommune.
I Ulkebøl Sogn ligger Ulkebøl Kirke.
I sognet findes følgende autoriserede stednavne:
- Arnkil (bebyggelse)
- Arnkil Fred (areal)
- Arnkilsmade (areal)
- Arnkilsøre (areal)
- Bagmose (bebyggelse)
- Hestehave (bebyggelse)
- Honninghul (bebyggelse)
- Huholt (bebyggelse)
- Klinting (bebyggelse, ejerlav)
- Krog (bebyggelse)
- Kær (bebyggelse, ejerlav)
- Kær Hestehave (bebyggelse)
- Kær Vestermark (bebyggelse)
- Kær Vig (vandareal)
- Langdel (bebyggelse)
- Madeskov (areal, bebyggelse)
- Mosen (areal)
- Ormstoft (bebyggelse)
- Skovhuse (bebyggelse)
- Spang (bebyggelse)
- Spang Vade (bebyggelse)
- Stenholt (bebyggelse)
- Sundsmark (bebyggelse, ejerlav)
- Sønderskov (areal, ejerlav)
- Ulkebøl (bebyggelse, ejerlav)
- Ulkebøl Nørremark (bebyggelse)
- Ulkebølskov (bebyggelse)
- Vollerup (bebyggelse, ejerlav)

## Afstemningsresultat
Folkeafstemningen ved Genforeningen i 1920 gav i Ulkebøl Sogn 1.085 stemmer for Danmark, 210 for Tyskland. Af vælgerne var 95 tilrejst fra Danmark, 64 fra Tyskland. 